# 火星專用小型偵察影像頻譜儀

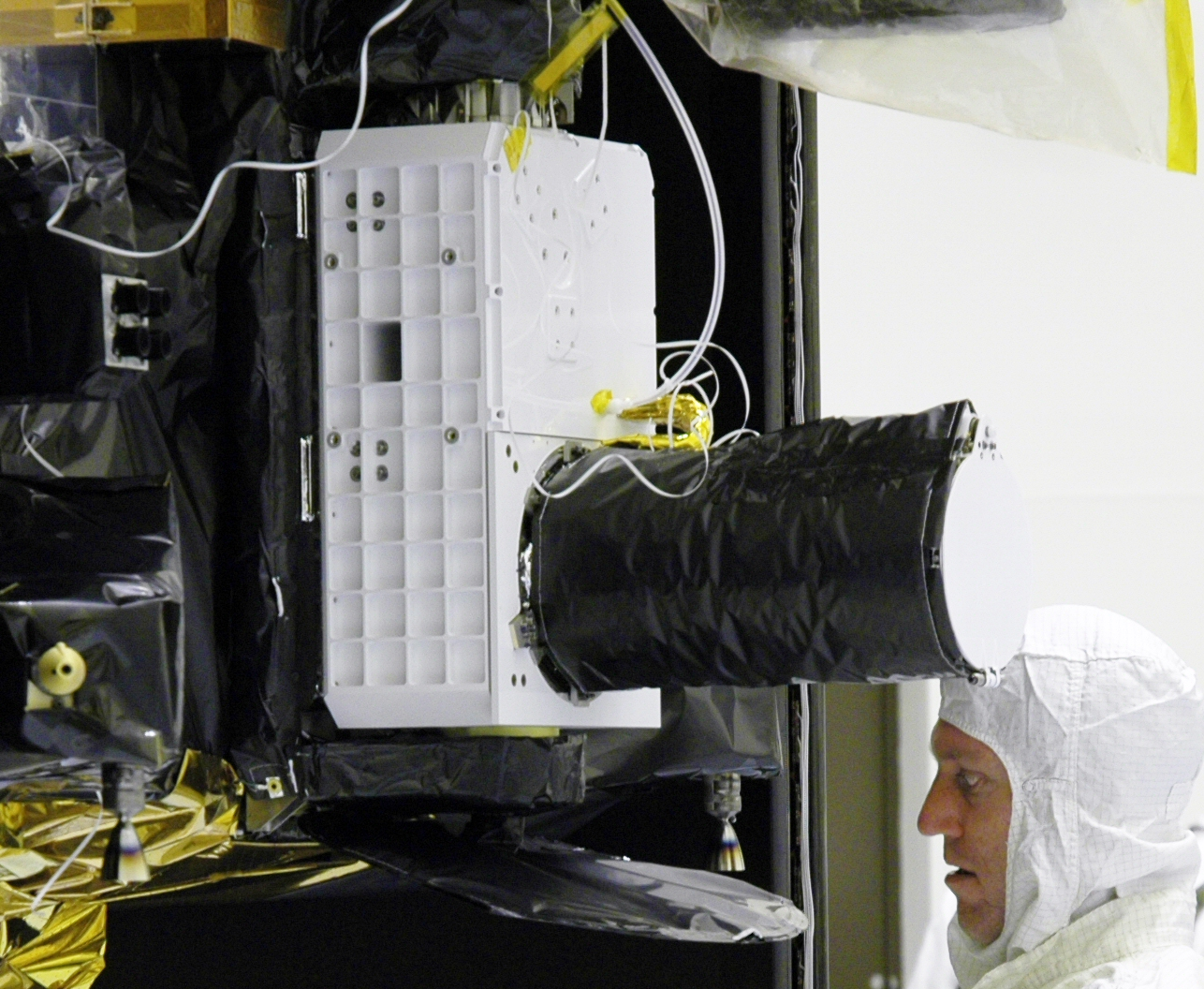
一位 NASA 工程師和 CRISM。

火星專用小型偵察影像頻譜儀（Compact Reconnaissance Imaging Spectrometer for Mars，CRISM）是一個在光學和紅外線波段下使用的光譜儀，裝置在火星探測器火星偵察軌道器（MRO）上以尋找與火星上過去存在液態水的相關礦物。CRISM 的團隊來自美國超過十所大學的科學家，主持人是斯科特·慕爾契（Scott Murchie）。CRISM 由約翰·霍普金斯大學應用物理實驗室進行設計和測試。

## 目的
CRISM 是用來確定火星表面可能含有水的區域，因為水對火星上過去或現在可能曾經存在的生命是相當重要的化學溶劑。為了達到目的，CRISM 可以繪出火星表面的礦物分布和化學分布以了解火星過去可能有水進行化學作用的地方，而這可能是低溫環境或熱液循環的狀況。這些礦物包含由水透過化學作用改變的鐵和氧化物，以及頁矽酸鹽和碳酸鹽礦物。所有的這些礦物在可見光和紅外線下的能量模式都可以輕易被 CRISM 觀測到。此外，CRISM 可以觀測火星大氣層中由冰和塵埃組成的懸浮粒子以更加了解火星氣候和季節。

## 儀器概述
CRISM 可以量測波長在370到3920奈米之間的可見光和紅外線波段，每個波段間隔波長6.55奈米。CRISM 有非針對多光譜影像和針對高光譜影像兩種模式。非針對模式下 CRISM 使用544個頻道中大約50個對火星表面進行光譜分析，光學解析度在100到200 m/pixel 之間；這個模式下 CRISM 可以在氣阻減速後數個月內繪製火星表面一半的礦物分布圖，並且在一年後完成整個火星的礦物分布。這個模式的目的是確認在科學上引人注意，可以進一步研究的地點。而在針對模式下，CRISM 可以使用全部544個頻道。在火星偵察軌道器高度300公里時，CRISM 可以探測寬度18公尺，但長達10800公尺的範圍。該儀器在火星偵察軌道器探測火星表面時也會一同分析通過區域。

## 設計

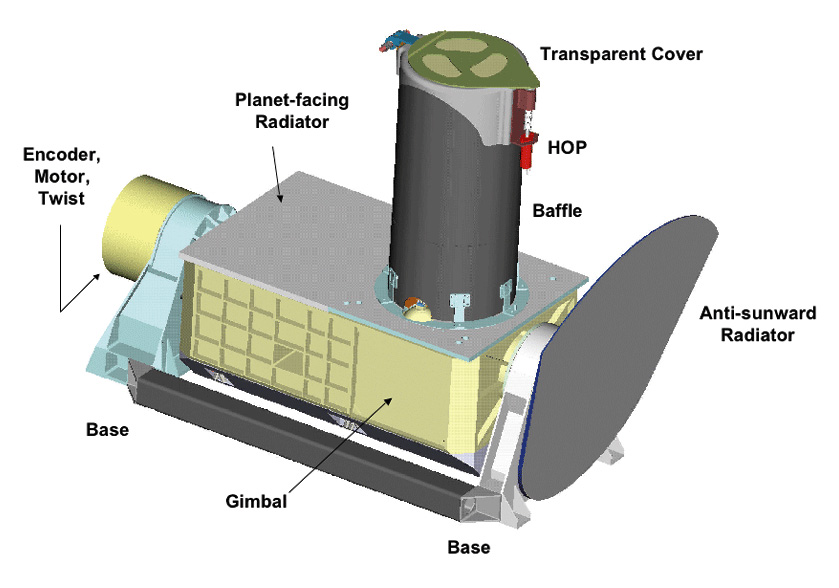
CRISM 設計圖。

CRISM 收集資料的部分是光學感應單元（Optical Sensor Unit, OSU），其中包含兩個攝譜儀，一個攝譜儀偵測波長400到830奈米的可見光，另一個則偵測波長830到4050奈米的紅外線。紅外線感應器使用散熱器板和三個低溫冷卻器冷卻至–173℃。當 CRISM 在針對模式時，內部的萬向節在衛星運動時仍可使儀器保持對準同一個地點。透過針對某區域收集資料的額外時間可以增加訊雜比以提升影像的空間和光譜解析度。這種掃描能力也允許儀器可以探測發射光譜功能，並透過觀測相同區域的大氣層變化以確認火星大氣層特性。資料處理單元（The Data Processing Unit, DPU）則可以進行資料處理，包含將資料傳回地球前進行壓縮。

## 外部連結
- CRISM official website （页面存档备份，存于）
- Browse Map of Images （页面存档备份，存于） from JHUAPL.